# Tom Clancy's Splinter Cell: Chaos Theory
Tom Clancy's Splinter Cell: Chaos Theory er det tredje spil i Splinter Cell-serien.
Man styrer Splinter Cell agenten Sam Fisher igennem 10 missioner.
Splinter Cell går ud på at snige sig igennem missionerne uden at blive opdaget, man skal undgå at blive set af både Terrorister, SWAT folk og sikkerheds kameraer. Spillet tilbyder både multiplayer og singleplayer.
Spillet byder på masser af forskellige muligheder for at klare sig igennem dets missioner, igennem spillet vil man opleve mange forskellige scener som F.eks

## Plot
Spillet foregår i år 2007.
En bande terrorister har fået fat i en Algorimetisk kode, der åbner forskellige muligheder som eksempelvis kan tage hele strømmen fra New York (Blackout), eller affyre missiler fra Nordkoreanske krigsskibe. Dette giver naturligvis anledning til et kaos, som kan udvikle sig til en 3. verdenskrig, og den eneste der kan stoppe det er Sam Fisher. Hvis det ikke lykkes for Sam Fisher og 3. Echelon, at få fat i koden vil den kæde af begivenheder, der er sat i gang være uoprettelig.

## Hovedpersoner
- Sam Fisher:

Sam Fisher er en Splinter Cell agent, der arbejder for N.S.A. (National Security Agency). Man styrer ham i 3. persons synsvinkel gennem alle Splinter Cell spillene.
Sam har haft en datter, Sarah Fisher. Hun dør som 23-årig, da hun i starten af spillet "Double Agent", bliver dræbt af en spritbilist.
- Oberst Irving Lambert:

Sam Fishers chef.